# 성내중학교 (서울)
성내중학교(城內中學校)는 대한민국 서울특별시 강동구 성내동에 있는 공립 중학교이다.

허구: 달리는 소녀 하니의 주인공 하니와 그녀의 친구들이 다니는  곳이다.

## 학교 연혁
- 1983년 12월 8일 : 성내중학교 설립인가 (36학급)
- 1984년 12월 30일 : 신축교사 준공 (교실 19, 관리실 5)
- 1985년 3월 1일 : 초대 최인회 교장 취임
- 1985년 3월 5일 : 제1회 입학식 (14학급 891명)
- 1985년 4월 6일 : 개교기념일을 4월6일로 제정
- 1988년 2월 14일 : 제1회 졸업식(990명)
- 2003년 2월 28일 : 교육정보화동 준공
- 2013년 5월 30일 : 다목적 강당 겸 체육관 준공 개관
- 2015년 5월 1일 : 서울특별시교육청 지정 NIE 연구학교 운영
- 2021년 9월 1일 : 제14대 박성희 교장 취임
- 2023년 2월 3일 : 제36회 졸업식(남 81명, 여 102명) 졸업생 누계 16,360명
- 2023년 3월 2일 : 제39회 입학식 (남 69명, 여 88명)
- 2024년 3월 1일 : 제15대 김종훈 교장 취임

## 참고 자료
- 성내중학교 - 한국교육학술정보원 학교알리미